# Aegle subflava
Aegle subflava là một loài bướm đêm thuộc họ Noctuidae. Nó được tìm thấy ở Kazakstan, Turkmenistan và Tajikistan.